# Notosacantha sumbawaensis
Notosacantha sumbawaensis es una especie de insecto coleóptero de la familia Chrysomelidae. Es endémico del sur de Sumbawa.